# Birgit Minichmayr

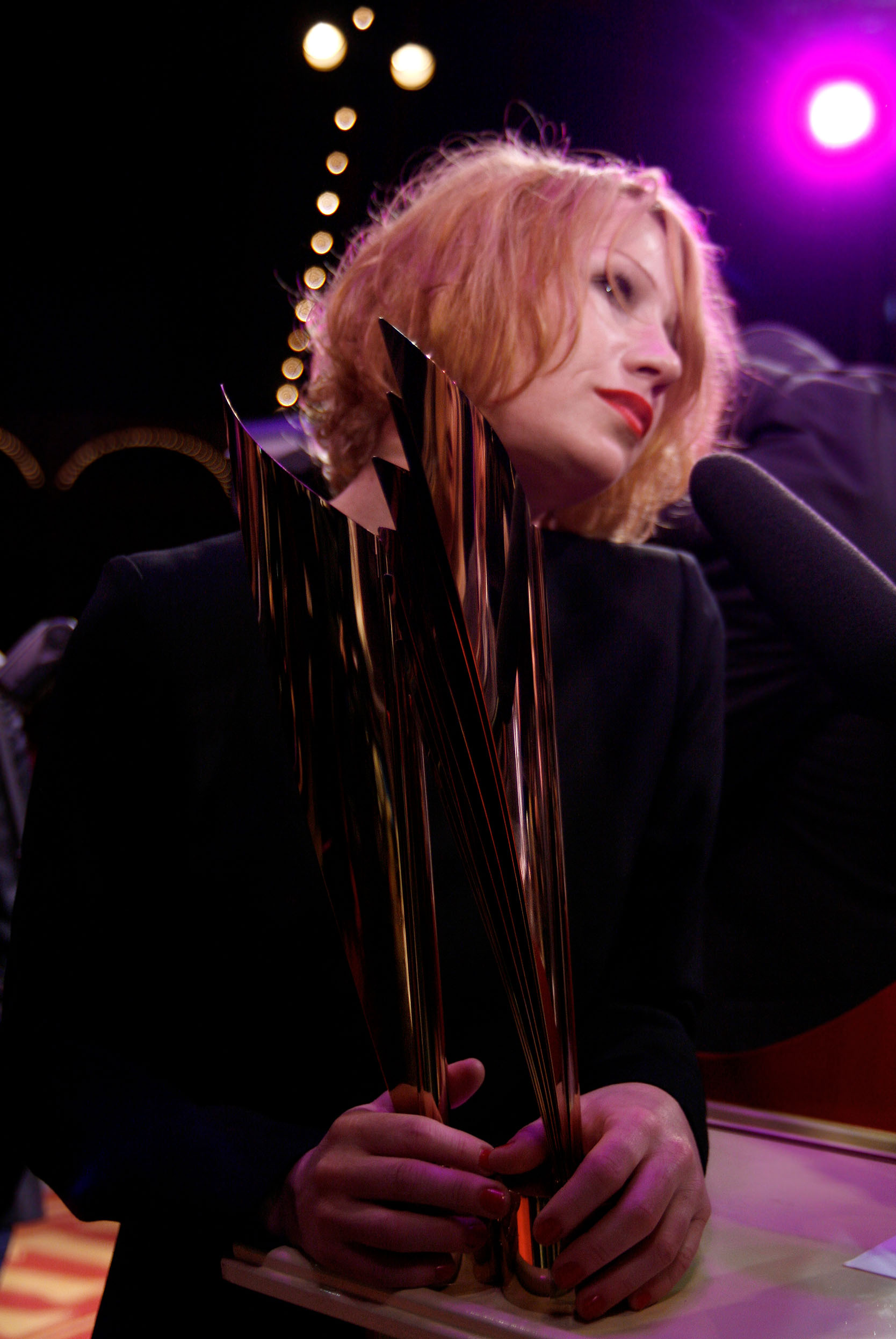
Birgit Minichmayr

Birgit Minichmayr (n. 3 aprilie 1977, Linz, Austria Superioară) este o actriță austriacă. Pe lângă diferite roluri în filme, ea a jucat și teatru.

## Filmografie
- 2000: Abschied. Brechts letzter Sommer ca Barbara Brecht (Regie: Jan Schütte)
- 2001: Spiel im Morgengrauen ca Steffi (Regie: Götz Spielmann)
- 2001: Taking Sides – Der Fall Furtwängler ca Emmi Straube, u. a. cu  Harvey Keitel (Regie: István Szabó)
- 2001: Der Zerrissene ca Kathi (TV-Aufzeichnung einer Aufführung des Wiener Burgtheaters)
- 2001: Tatort ca Barbara Mühlbacher (urmare : Böses Blut)
- 2003: Liegen lernen ca Tina (Regie: Hendrik Handloegten)
- 2003: Polterabend ca Monika Scheidt (Regie: Julian Pölsler)
- 2004: Der Untergang ca Gerda Christian (Regie: Oliver Hirschbiegel)
- 2004: Hotel ca Petra (Regie: Jessica Hausner)
- 2004: Das Wiener Burgtheater ca Birgit Minichmayr (Regie: Erna Cuesta)
- 2005: Spiele Leben ca Tanja (Regie: Antonin Svoboda)
- 2005: Daniel Käfer – Die Villen der Frau Hürsch ca Mirz Schlömmer (Regie: Julian Pölsler)
- 2006: Fallen ca Brigitte, u. a. cu  Nina Proll (Regie: Barbara Albert)
- 2006: Das Parfum – Die Geschichte eines Mörders ca Grenouilles Mutter, u. a. cu  Dustin Hoffman (Regie: Tom Tykwer)
- 2006: Kronprinz Rudolf  ca Mizzi Kaspar (Regie: Robert Dornhelm)
- 2007: Midsummer Madness ca Maja (Regie: Alexander Hahn)
- 2007: Krankheit der Jugend (Regie: diverse)
- 2008: Polizeiruf 110 ca Aglaia (urmare : Kellers Kind) (2007/08)
- 2008: Kirschblüten – Hanami ca Karolin (Regie: Doris Dörrie)
- 2009: Alle anderen ca Gitti (Regie: Maren Ade)
- 2009: Der Knochenmann, ca Birgit, u. a. cu  Josef Hader (Regie: Wolfgang Murnberger)
- 2009: Das weiße Band – Eine deutsche Kindergeschichte, ca Frieda (Regie: Michael Haneke)